# Surendranagar (distrikt)
Surendranagar är ett distrikt i Indien.   Det ligger i delstaten Gujarat, i den västra delen av landet, 900 km sydväst om huvudstaden New Delhi. Antalet invånare är 1 756 268.
Följande samhällen finns i Surendranagar:
- Surendranagar
- Dhrāngadhra
- Thān
- Limbdi
- Halvad
- Sāyla
- Chotila
- Lakhtar